# Super ShowDown (2020)
Super ShowDown 2020 là một sự kiện đấu vật chuyên nghiệp pay-per-view (PPV) và sự kiện WWE Network, được tổ chức bởi WWE dành cho hai thương hiệu Raw và SmackDown. Nó được tổ chức vào ngày 27 tháng 2 năm 2020 tại Đấu trường Mohammed Abdu ở The Boulevard ở Riyadh, Ả Rập Saudi. Nó sẽ là sự kiện thứ ba được tổ chức theo niên đại Super Show-Down và sự kiện thứ năm được tổ chức qua 10 năm quan hệ xúc tiến thương hiệu tại Saudi Vision 2030.
Mười trận đấu đã được diễn ra trong sự kiện, bao gồm một trong phần trước Kick-off. Trong sự kiện chính, Goldberg đánh bại "The Fiend" Bray Wyatt để lần thứ hai giành được đai WWE Universal Championship, cũng khiến nhân vật The Fiend của Wyatt thua trận lần đầu tiên. Goldberg cũng trở thành đô vật đầu tiên giành được một chức vô địch thế giới sau khi đã được giới thiệu vào WWE Hall of Famer. 
Trong các trận đấu áp chót khác, Brock Lesnar bảo toàn đai WWE Championship trước Ricochet. Trong khi đó, Bayley đánh bại Naomi để bảo toàn đai WWE SmackDown Women's Championship, mà còn là nhà vô địch nữ đầu tiên trận đấu bao gồm trong nước. Chiều ngược lại, Roman Reigns đánh bại King Corbin trong trận đấu Steel Cage. Và The Undertaker cũng trở lại một cách ngạc nhiên như là việc xuất hiện không báo trước trong trận gauntlet, loại AJ Styles để thắng Tuwaiq Trophi.
Sự kiện nhận được những đánh giá tiêu cực, với trận Universal Championship và WWE Championship, trận Gauntlet và trận Reigns vs. Corbin phần lớn bị chỉ trích, quyết định Goldberg đánh bại Wyatt được trình chiếu trên toàn cầu, như là quyết định kém. Tuy nhiên, hai trận tranh đai đồng đội lại nhận được một số đánh giá tích cực. Với chỉ một trận The New Day vs. The Miz và John Morrison cho đai WWE SmackDown Tag Team Championship được xem như là trận đấu hay nhất đêm bởi các nhà phê bình. Một số phương tiện truyền thông chú thích phản ứng của kẻ thù trong sự kiện cụ thể là chiến thắng của Goldberg chấm dứt Wyatt.

## Tổ chức